# Ставропігійна козацька церква Покрова Пресвятої Богородиці

## Передісторія спорудження
Ще 1993 року Київська міська рада закріпила за Центром народознавства «Козак Мамай» земельну ділянку по вулиці Михайла Донця, 2, першим в новітній історії України Державним Актом на право постійного користування землею № 000001 з метою створення на ній куточка української природи, архітектури й побуту «Мамаєва Слобода» (головний архітектор Л. П. Скорик).
Невдовзі тут було поставлено невелику дерев'яну Покровську каплицю, відтворену за одним із малюнків Тараса Шевченка. Її освятив 14 жовтня 1994 року Предстоятель УАПЦ Патріарх Димитрій. Своє існування каплиця припинила (через навмисний підпал) 1998 року.

## Закладення церкви
Того самого дня Патріарх Димитрій здійснив також і чин закладення дерев'яної (із сосни) триверхої церкви зі дзвіницею, заввишки 13 метрів, на честь Покрови Пресвятої Богородиці, — церкви, подібної до тієї, що знаходилася на Запорозькій Січі в часи визвольних змагань Хмельницького.
Козацька церква розрахована на одночасне перебування у ній до ста молільників. Зведення церкви розпочалося восени 2000 року, а завершилося восени 2002 року. Будівництво церкви здійснювалося за реставраційними кресленнями майстрами з м. Яворів Львівської області під керівництвом бригадира теслярів Івана Кота. Храм стоїть по широті «схід-захід» практично на одній лінії зі Свято-Успенським собором Києво-Печерської лаври.
Це перша в Україні козацька церква, споруджена у новому тисячолітті. Вона являє собою копію храмів козацької архітектури, які у великій кількості існували в XVII столітті на Середній Наддніпрянщині.
Цей храм є унікальним зразком дерев'яної тризрубної і триверхої козацької церкви. В інтер'єрі церкви відкритий підкупольний простір, бабинець з навою, які з'єднані широким прямокутним вирізом, при західній стіні бабинця розташовані хори. У бабинці розміщується сволок перекриття, на якому влаштоване панікадило зі 33-ма свічками, — як символ років життя Господа нашого Ісуса Христа. У західній стіні бабинця на рівні існуючих хорів є лутки двірного отвору, через який є вихід на балкончик над ґанком. У XVII—XVIII століттях невеликий простір церкви міг умістити лише вибраних козаків та старшину, тож із подібних балкончиків, до всього Війська Запорозького Низового мали змогу звертатися з проповідями церковні ієрархи.
Церква — тридільно-триверха, належить до найпопулярнішого типу українського дерев'яного зодчества. Цей тип свого часу став основою для багатьох формально-мистецьких комбінацій, бо з різних причин піддавався в окремих будівельних цехах різноманітним мистецьким змінам. А відтак, кожна дерев'яна тридільно-триверха церква відзначається своїми особливими рисами.
Реконструйована за реставраційними обмірами ставропігійна козацька церква Покрова Пресвятої Богородиці зберегла архетип архітектурно-просторової побудови — ширший центральний зруб у плані, нава має правильну квадратуру, а зруби в плані бабинця та вівтаря збудовані у формі пом'якшеного квадрата. Усі три зруби церкви однакової форми, покриті півсферичними барокальними маківками, встановленими на восьмигранних з одним заломом барабанах, котрі ритмічно звужуються доверху. Маківки увінчані декоративними главками з козацькими Богородичними хрестами. Центральний хрест має назву «Сонце Слави», в основі його лежить півмісяць — як символ Пріснодіви Марії, — з якого підіймається хрест у вигляді «дерева життя», рясно уквітчаного квітами Богородиці — лілеями. Верхів'я хреста прикрашає Короноване сонце. Богородичний хрест «Сонце Слави» символізує перемогу Діви Марії, котра дарувала нам Спасителя. Центральна маківка трохи вища за бічні. По периметру церкви розташоване широке піддашшя (опасання), яке опирається на різьблені кронштейни — це є найдавнішим елементом дерев'яної козацької церковної архітектури обох берегів Дніпра (подібні елементи мали найдавніша церква у Чернігові, дерев'яна церква Різдва Богородиці на Дальніх печерах Києво-Печерської лаври, церква Архістратига Михаїла в селі Суботові, Покровська церква Запорозької Січі на Микитиному Розі та інші). Дах церкви та дзвіниці перекритий ґонтом (дерев'яна черепиця доби середньовіччя). Стіни зрубу відкриті, і ми можемо відчути подих дерева XVIII ст.

### Дзвіниця
На захід від церкви стоїть дерев'яна триярусна дзвіниця, квадратна у плані, увінчана маківкою, над якою вивищується хрест «Сонце Правди» — як символ Господа нашого Ісуса Христа. Збудована, як і церква, у період 2000—2002 років. Перший, другий і третій ярус її рублені — складені із брусів. Третій ярус має прямокутні отвори для дзвонів, яких із головним дзвоном «Благовістом» тринадцять. Яруси сполучаються внутрішніми дерев'яними сходами. Церковні сходи складені із товстих дощок (плах): за світоглядними уявленнями того часу, із плах робили місце страти злочинців (звідси відомий вислів — «зійти на плаху»). Таким чином, символічно людина повинна була пройти шлях спокути, підіймаючись до храму по таких сходах, усвідомити гріховність свою життя і покаятися.

### Інтер'єр церкви
Пишний бароковий іконостас та інтер'єр для нового храму виготовили різьбярі з Києва — Ф. А. Воропай, та Львова — І. А. Бабійчук, оздобивши його Богородичними мотивами (лілеями, а також різьбленням виноградної лози та листя аканта). Левову частку ікон, у стилі так званого Мазепинського бароко, написав київський художник Олександр Цугорка.
Чільним образом храму, написаним Олександром Цугоркою, є ікона «Богородиця Слобідська Цариця Козацька». За свідченням Михайла Грушевського, подібна ікона ще до 1897 року знаходилася в родовій Михайлівській церкві Гетьмана Богдана Хмельницького, що в селі Суботові. Також в оздобленні храму брали участь художники С. Герасименко, Д. Бєлянський, В. Недайборщ, О, Кудрявченко.

### Освячення, статус та сьогодення Храму
Сьогодні посаду настоятеля храму обіймає протоієрей Роман Фурдин.
На освяченні 8 серпня 2003 року чотирьох кованих хрестів (Хрест «Сонце Правди» та трьох хрестів «Сонце Слави») перед встановленням їх на церковних банях були присутні священнослужителі УПЦ КП, УАПЦ та УГКЦ, представники владних структур і громадських організацій, а також численні жителі Відрадного. Очолював цю урочисту подію Предстоятель УПЦ КП Патріарх Філарет.
Він же 14 жовтня того самого року здійснив урочистий чин освячення першої козацької церкви в новому тисячолітті. Того дня відзначалося велике церковне свято Покрови Пресвятої Богородиці та державне свято — День Українського козацтва — тож відразу по закінченні Божественної Літургії під стінами новоосвяченого храму відбулася Велика Рада Українського козацтва, на якій делегати, що з'їхалися сюди з усієї України, одноголосно переобрали гетьманом України гвардії генерал-лейтенанта І. Г. Біласа на черговий термін. Козаки також урочисто посадили поруч із церквою привезений ними жолудь зі знаменитого тисячолітнього Хортицького дуба, як символ міці й невмирущості української-козацької нації.
23 вересня 2004 року Патріарх Київський і всієї Руси-України Філарет видав Указ про надання козацькій церкві статусу Ставропігії у складі Української Православної церкви Київського Патріархату. У пам'ять про 230 роковини свавільного руйнування військами Катерини II Запорозької Січі, 14 жовтня 2005 року поруч зі Ставропігійною козацькою церквою Покрови Пресвятої Богородиці було встановлено пантеон із 38 кам'яних хрестів, виготовлених зі степового піщаника, на яких викарбувано назви всіх тридцяти восьми куренів Війська Запорозького Низового. Пам'ятні знаки були урочисто освячені єпископом Білоцерківським (УПЦ КП) Олександром.
На Водохреще 2005 року храм відвідав Президент України Віктор Ющенко. Вдруге Президент України прибув на Водохрещу 19 січня 2006 року з членами Кабінету Міністрів України та іншими офіційними особами. По закінченні Божественної Літургії у крижаній Йорданській воді, в ополонці, вирубаній в озері, поруч із козацькою церквою купалися брати Віктор і Петро Ющенки, Юрій Єхануров, Віктор Балога, Олександр Киреєв та Ігор Ліховий, міський голова Олександр Омельченко, директор Центру народознавства «Козак Мамай» Костянтин Олійник, а також усі бажаючі.